# Tuberculum infraglenoidale
Het tuberculum infraglenoidale is een gedeelte van het schouderblad (=scapula) aan de laterale zijde. Aan dit tuberkel hecht de lange kop van de musculus triceps brachii aan. Dit tuberculum (knobbeltje, uitsteeksel) bevindt zich onder de kom van het schoudergewricht (=fossa glenoides). In deze kom maakt de kop van het bovenarmbeen (=caput humeri) contact met het schouderblad.